# 금산종합고등학교
금산종합고등학교는 전라남도 고흥군 금산면에 있었던 공립 고등학교이다.

## 학교 연혁
- 1979년 3월 1일 : 개교
- 2014년 3월 1일 : 폐교 및 고흥고등학교와 통합[1], 35년만에 폐업